# SINAD
Il SINAD (dall'inglese Signal-to-noise and distortion ratio) è un parametro delle telecomunicazioni che rappresenta la qualità del segnale uscente da un dispositivo, ed è spesso definito come:
{\displaystyle \mathrm {SINAD} ={\frac {P_{\mathrm {segnale} }+P_{\mathrm {rumore} }+P_{\mathrm {distorsione} }}{P_{\mathrm {rumore} }+P_{\mathrm {distorsione} }}}}
dove {\displaystyle P} rappresenta la potenza media delle componenti di segnale, rumore e distorsione. Il SINAD è solitamente espresso in dB e viene usato per dare una valutazione quantitativa della sensitibilità del ricevitore. A differenza del rapporto segnale/rumore, questo parametro assumerà sempre un valore maggiore di uno (ossia un valore sempre positivo se valutato in dB).

## Descrizione
Vi sono essenzialmente due modi per valutare il valore del SINAD:
1. il rapporto tra la potenza ricevuta totale e la potenza del rumore più distorsione
2. il rapporto tra la potenza del segnale audio modulante originale di un segnale modulato a radio frequenza e la potenza del rumore più distorsione, ottenuta rimuovendo il segnale audio modulante di partenza.

Di fatto, a mano a mano che il segnale a radio frequenza diventa più debole, esso è sempre più indistinguibile del rumore di fondo e dalla distorsione generati dai circuiti di ricezione, e il valore del SINAD tende a diventare sempre più piccolo.
Convenzionalmente, un segnale parlato trasmesso tramite modulazione di frequenza può essere distinto dall'utente se il SINAD dell'apparecchiatura è maggiore di circa 12 dB. Per valori minori di SINAD, il rumore e la distorsione introdotti rendono molto difficoltosa la percezione del segnale.
Supponiamo per esempio di avere una sensitibilità di 0,25 µV con un SINAD di 12 dB. Questo significa che il ricevitore riesce a produrre un segnale parlato ben comprensibile se il segnale ricevuto è di almeno 0.25µV. Questo è un valore tipico per le radio VHF, mentre per l'UHF vengono normalmente richiesti 0.35µV. Nella realtà, anche se il SINAD è leggermente minore di questo valore il segnale audio prodotto è comunque comprensibile, ma presenta un rumore di fondo indesiderato, che cresce al calare del SINAD, fino a sovrastare completamente il segnale utile.
Oltre che per valutare la bontà di un sistema di trasmissione elettronico, questo parametro è molto importante per la definizione del numero equivalente di bit degli ADC e dei DAC, consentendo di ricavare, conoscendo le caratteristiche del segnale da convertire, il numero di bit del convertitore.